# Banzai Records
Banzai Records war ein kanadisches Musiklabel aus Montreal, das ausschließlich in den 1980er Jahren aktiv war. Es war vorrangig darauf spezialisiert, Alben für den heimischen Markt zu lizenzieren. Häufige Lizenzgeber waren u. a. Metal Blade Records, Neat Records, Noise Records und Roadrunner Records. Für den Vertrieb zeichnete Polygram verantwortlich.

## Veröffentlichungen (Auswahl)
- 1983: Metallica – Kill ’Em All
- 1983: Raven – All for One
- 1984: Anthrax – Fistful of Metal
- 1984: Hellhammer – Apocalyptic Raids
- 1984: Slayer – Haunting the Chapel (EP)
- 1985: Bathory – Bathory
- 1985: Celtic Frost – To mega therion
- 1985: Jag Panzer – Ample Destruction
- 1986: Chastain – Ruler of the Wasteland
- 1986: Flotsam and Jetsam – Doomsday for the Deceiver
- 1986: Sodom – Obsessed by Cruelty
- 1987: Aggression – The Full Treatment
- 1987: Helloween – Walls of Jericho
- 1987: Infernäl Mäjesty – None Shall Defy